# Hoßkirch

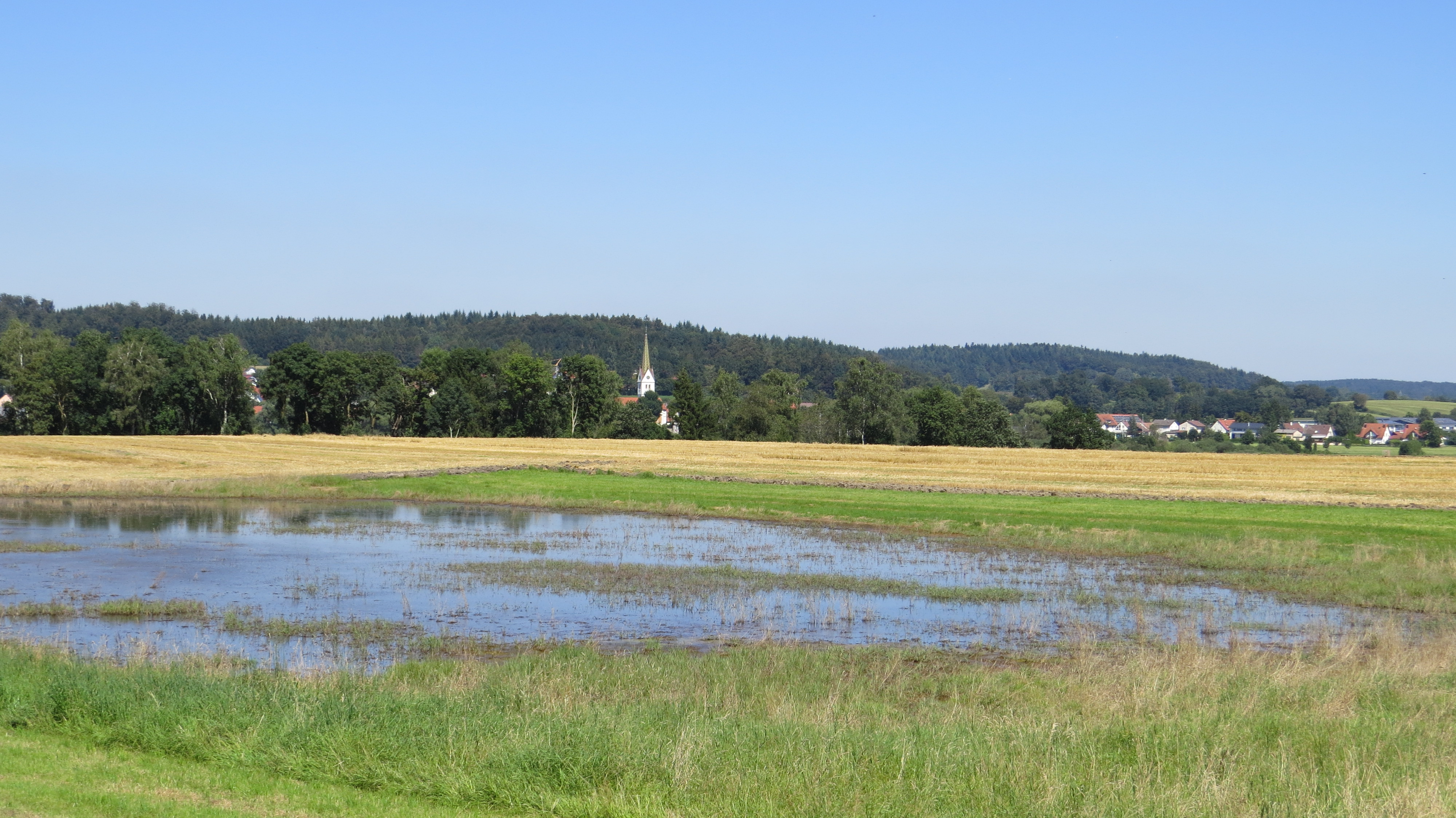
Hoßkirch von Süden

Hoßkirch ist eine Gemeinde in Baden-Württemberg und gehört zum Landkreis Ravensburg.

## Geographie

### Geographische Lage
Hoßkirch liegt südlich des waldreichen Höhenzugs Wagenhart zwischen Ostrach im Westen und Altshausen im Osten. Südlich des Dorfs liegt der Königseggsee.

### Nachbargemeinden
Hoßkirch grenzt im Osten an Eichstegen, im Süden an Guggenhausen, im Südwesten an Königseggwald (alle Landkreis Ravensburg), im Westen an Ostrach und im Norden an Bad Saulgau (beide Landkreis Sigmaringen).

### Gemeindegliederung
Zur Gemeinde gehören neben dem namengebenden Hoßkirch die Ortsteile Hüttenreute (seit 1970), Sandhaus, Ratzenreute, Milpishaus, Wolfertsreute, Watt/Forsthaus und Kleewiesen.

## Geschichte

### Von der Vorgeschichte bis zum Ende des alten Reichs

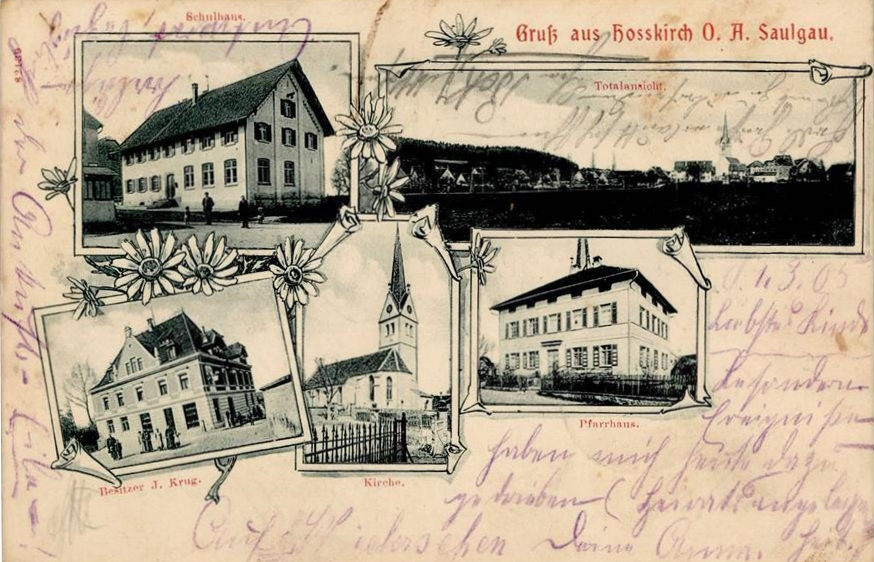
Historische Postkarte (gelaufen 1906)

Durch Funde ist eine Besiedlung des Ortsgebiets in der Jungsteinzeit belegt. Urkundlich wurde die Kirche von Hoßkirch erstmals 1098 in einer Urkunde des Klosters Weingarten als Husechirche erwähnt. 1269 wurden der Siedlung durch den Weingartener Abt Hermann von Biechtenweiler die Stadtrechte verliehen. Die junge Stadt entwickelte sich jedoch aufgrund ungenügender Befestigung und Infrastruktur sowie durch die Nähe der Städte Pfullendorf und Saulgau nicht in der erhofften Weise zu einem städtischen Stützpunkt des Klosters in der Region, so dass bereits 1286 die Vogtei Hoßkirch von Rudolf von Habsburg an Ulrich von Königsegg verpfändet wurde. 1418 wurde der Ort mitsamt den bis dahin bestehenden zwei Stadttoren durch einen Brand völlig zerstört. Ab 1535 überließ das Kloster Weingarten den Grundbesitz Hoßkirch den Herren von Königsegg zunächst als Pfand, später verkaufte es den Ort an sie. Mit dem Ende des Heiligen Römischen Reichs änderte sich die jahrhundertelange Zugehörigkeit des Ortes zum Haus Königsegg.

### Seit der Zugehörigkeit zu Württemberg
Im Jahre 1806 wurde der Ort Teil des Königreichs Württemberg und dem Oberamt Saulgau zugeordnet. Bei der Kreisreform während der NS-Zeit in Württemberg gelangte Hoßkirch 1938 zum neu umrissenen Landkreis Saulgau.
Während des Zweiten Weltkriegs wurde nahe dem Hoßkircher See ein Verpflegungszug von Flugzeugen aus in die Luft gesprengt.
Im Jahre 1945 wurde der Ort Teil der Französischen Besatzungszone und kam somit zum Nachkriegsland Württemberg-Hohenzollern, welches 1952 im Bundesland Baden-Württemberg aufging.
Am 1. Januar 1970 wurde die Gemeinde Hüttenreute nach Hoßkirch eingemeindet. Die Gemeinde ist seit 1972 Mitglied im Gemeindeverwaltungsverband Altshausen mit Sitz in Altshausen. Seit der Kreisreform von 1973 ist die Gemeinde Teil des Landkreises Ravensburg.

### Religionen
Hoßkirch ist Sitz der katholischen Pfarrei St. Petrus, die zur Seelsorgeeinheit Altshausen im Dekanat Saulgau der Diözese Rottenburg-Stuttgart gehört. Die evangelischen Christen in der Gemeinde gehören zur Kirchengemeinde Altshausen im Kirchenbezirk Biberach der Württembergischen Landeskirche.

## Politik

### Gemeinderat
Seit der Kommunalwahl am 9. Juni 2024 hat der Gemeinderat von Hoßkirch acht Mitglieder.

### Bürgermeister
Bürgermeister der Gemeinde ist seit dem 1. Oktober 2014 Roland Haug. Haug war bei der Wahl am 8. Juli 2014 einziger Bewerber um den Rathaus-Chefsessel und ist somit Nachfolger von Klaus Wlochowitz, der das Amt 23 Jahre innehatte. Das Wahlergebnis lässt eine breite Zustimmung aus der Bevölkerung erkennen. Trotz nur eines einzigen Bewerbers ging ein großer Teil zum Wählen. Die Wahlbeteiligung lag bei 61,6 % und dabei gingen 99 % der Stimmen zugunsten von Roland Haug. Die selbständige Gemeinde Hoßkirch hatte bis dato einen Bürgermeister im Hauptamt. Auf Beschluss des Gemeinderats wird die Stelle ab 2014 ehrenamtlich geführt. Einer der Hauptgründe dafür war der Schuldenabbau. Roland Haug ist nicht nur ehrenamtlicher Bürgermeister in Hoßkirch, sondern – im Hauptamt – zudem auch noch Bürgermeister bei der Gemeinde Ebersbach-Musbach. Haug ist somit der einzige „Doppel-Bürgermeister“ im Landkreis Ravensburg.

### Wappen
| Wappen der Gemeinde Hoßkirch | Blasonierung: „In Rot über einer gequaderten goldenen (gelben) Zinnenmauer ein mit dem Bart rechtshin liegender goldener (gelber) Schlüssel.“ |
| Wappen der Gemeinde Hoßkirch | Wappenbegründung: Das Kloster Weingarten und die Herren von Fronhofen, die die Vogtei ausübten, errichteten hier 1269 eine Stadt, die mit Wall, Graben und zwei Toren versehen war. An diese nur kurze Zeit währende Stadteigenschaft soll die Zinnenmauer im Wappen erinnern. Der Schlüssel ist das Attribut des Patrons der Pfarrkirche St. Petrus. Gold und Rot sind die Wappenfarben der Grafen von Königsegg, die 1286 die Vogtei und in den Jahren nach 1527 auch die Grundherrschaft über den Ort erlangten. Das Innenministerium hat das Wappen und die Flagge am 18. September 1968 verliehen. |

Das eingemeindete Hüttenreute besaß kein amtliches Wappen.

### Gemeindepartnerschaft
Mit der französischen Gemeinde Mauchamps im Département Essonne besteht seit 1988 eine Partnerschaft.

## Kultur und Sehenswürdigkeiten

### Bauwerke
- Pfarrkirche, Chor mit gotischem Kreuzrippengewölbe, Langhaus von 1974–1976. Zur Ausstattung gehören eine spätgotische Madonnenfigur und eine Kreuzigungsgruppe des frühen 17. Jahrhunderts.
- Gutshof Watt, weitgehend erhaltene geschlossene Hofanlage des 18. und 19. Jahrhunderts

## Wirtschaft und Infrastruktur

### Verkehr
Hoßkirch besaß bis 1971 einen Bahnhof an der Bahnstrecke Altshausen–Schwackenreute und ist heute über Buslinien an den Öffentlichen Personennahverkehr angeschlossen. Seit Juli 2019 halten die Freizeitzüge der Räuberbahn Aulendorf - Pfullendorf am neugebauten Bahnhaltepunkt Hoßkirch-Königseggsee.

## Persönlichkeiten
- Meinrad Amann (1785–1839), Abt des Stifts St. Paul im Lavanttal
- Anton Nassal (1877–1949), Landtagsabgeordneter